# Frontera entre Indonèsia i Papua Nova Guinea
La frontera entre Indonèsia i Papua Nova Guinea és la frontera de 824 kilòmetres que divideix en dues parts l'illa de Nova Guinea a Oceania. El sector oriental es compon d'una nació independent, Papua Nova Guinea mentre que la part occidental forma la Nova Guinea Occidental, que forma part d'Indonèsia. La característica de la frontera resultant de la colonització és pràcticament rectilínia. L'àrea travessada pels boscos i les zones humides és molt poc poblada, difícil d'accedir i de vegades accidentada.

## traçat

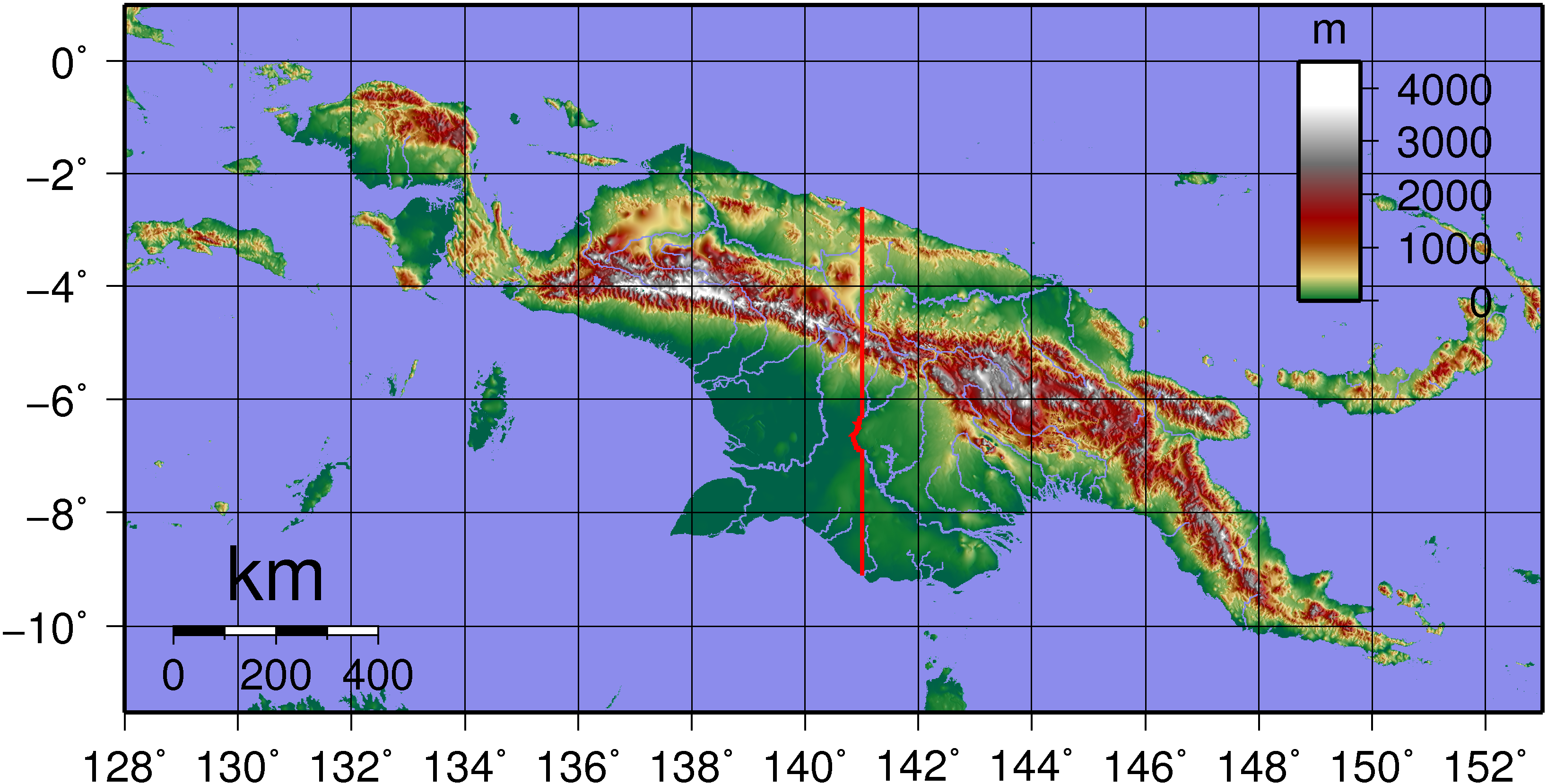
Topografia de Nova Guinea

La frontera terrestre passa de nord a sud al llarg del Meridià 141 a l'est. La major part del seu recorregut es troba a la selva tropical a excepció d'una secció central d'alta muntanya que s'executa a través d'una selva nebulosa. Comença al nord sobre els marges de l'oceà Pacífic a la intersecció del meridià 141 a l'Est i latitud 2º 35' 37" al nivell de Wutung entre Vanimo i Jayapura. A continuació passa a través d'una sèrie de penya-segats de pedra calcària que condueixen a les muntanyes de Bougainville. El traçat a continuació s'uneix a una vasta plana pantanosa on travessa el riu Sepik. Després talla a través de les muntanyes centrals de l'illa, les Star Mountains, on es troba la mina de coure a Ok Tedi, un dels motors de l'economia de Papua, que només és a 18  km de la frontera. La frontera descendeix novament a les terres baixes, on és l'únic sector on desapareix el meridià 141, en la intersecció entre ell i el riu Fly (a 6 ° 19' 24"). A partir d'aquí segueix el tàlveg més sinuós d'aquest corrent d'aigua fins a una intersecció entre el meridià 141 E (més precisament la longitud 141 ° 01 '10) i latitud 6º 53' 33". Després s'uneix al mar d'Arafura a la latitud 9° 08' 08".
La ruta només està lleugerament materialitzada sobre el terreny, a la dècada dels vuitanta només hi havia 14 fites fronteres en tot el traçat. Els informes escrits dels anys seixanta van establir que la frontera corria al mig d'almenys un llogaret i que diversos pobles administrats pels holandesos estaven realment en territori australià. Encara en 1980, un poble inclòs als censos de Papua Nova Guinea es trobarva a Indonèsia.

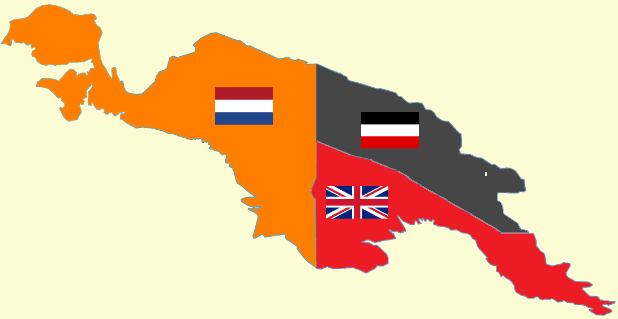
Nova Guinea (1884-1919).

## Història
L'origen de la frontera es remunta a 1848 data en què els Països Baixos va definir els límits del sector de Nova Guinea que els pertanyia i que van incloure a la colònia de les Índies Orientals Neerlandeses. El sector oriental es va dividir entre l'imperi colonial alemany i l'imperi britànic, que van establir Nova Guinea Alemanya respectivament a la part nord de l'illa i el territori de Papua al sud en 1884. La frontera es va formalitzar el 1885 i el seu disseny s'ha mantingut inalterat fins avui. Després de la derrota alemanya en la Primera Guerra Mundial en 1918, la colònia d'aquest país va ser confiada a Austràlia com a part del mandat de la Societat de Nacions i es va fusionar amb la colònia meridional en 1949. L'anomenat territori de Papua Nova Guinea es va independitzar el 1975 com a Papua Nova Guinea. La part occidental de l'illa va ser annexada per Indonèsia el 1963. Es va signar un acord que defineix la línia de la frontera entre Austràlia i Indonèsia el 1973.

## Moviments de població i fronteres
La frontera se situa en una zona molt poc poblada, a excepció de la secció delimitada pel riu Fly. Tota l'illa de Nova Guinea té una xarxa de carreteres molt fragmentada i només una carretera travessa la frontera de la costa nord entre Jayapura i Vanimo a Wutung. Cap servei de transport públic connecta les dues ciutats. Tampoc no hi ha cap transport marítim ni transport aeri entre els dos països. La separació induïda per fronteres ha estat durant molt de temps teòrica per a les poblacions locals, principalment caçadors-recol·lectors i agricultors que practiquen l'artigatge. La seva disposició artificial retalla algunes rutes comercials preexistents, passa pels territoris tradicionals de les diverses comunitats locals que han continuat creuant la frontera segons les seves necessitats. Aquest dret de pas per a poblacions locals també està reconegut pel Tractat sobre la Gestió de la Frontera signat pels dos països. Durant l'època de la colonització holandesa, molts papus procedents de la part oriental de l'illa es van dirigir a l'altre costat de la frontera per aprofitar la superioritat dels serveis que hi existien. Després, després del control de la colònia per Indonèsia, el moviment es va invertir. En 1984-1986, molts refugiats van fugir a Papua Nova Guinea després d'un esclat de violència a la província indonèsia. Hi ha uns 
12.000 desplaçats. El govern de Papua els va intentar repatriar voluntàriament, però davant el fracàs d'aquesta política, va obrir el Campament d'Refugiats d'East Awin a la Província Occidental (Papua Nueva Guinea) prop de Kiunga i a 100 km de la frontera per tal de centralitzar els refugiats. Encara que alguns han tornat a la Papua indonèsia, encara hi ha 2.700 en aquest camp molt aïllat dirigit per l'Alt Comissionat de les Nacions Unides per als Refugiats i 7.000 repartits en 8 camps al llarg de la frontera.